# Cuộc vây hãm Namur (1914)
Cuộc vây hãm Namur là một trận bao vây trên Mặt trận phía Tây thời Chiến tranh thế giới thứ nhất, đã diễn ra từ ngày 20 cho đến ngày 24 tháng 8 năm 1914, trong Trận Biên giới Bắc Pháp. Sau một cuộc vây hãm ngắn ngủi, quân đội Đế quốc Đức dưới quyền chỉ huy của tướng Karl von Bülow đã giành được pháo đài kiên cố Namur từ tay quân đội Bỉ do tướng Augustin Michel chỉ huy. Với chiến thắng này, quân đội Đức đã bắt giữ hàng ngàn tù binh, mặc dù cuộc phòng ngự tại Namur của quân đội Bỉ đã đem lại cho phe Hiệp Ước một khoảng thời gian ngắn mà quý báu.
Trong cuộc tấn công Bỉ của quân Đức vào tháng 8 năm 1914, các pháo đài Liège và Namur nằm trên đường tiến của quân cánh phải của Đức. Người Đức đã tiến đánh Liège trước. Sau khi Liège thất thủ, các Tập đoàn quân số 2 và 3 của Đức dưới quyền Von Bülow đã để tầm ngắm vào Namur. Là đội quân cánh phải của Bỉ, lực lượng trú phòng tại Namur nằm dưới quyền Michael – người chỉ huy của Sư đoàn số 4 là tướng Michel, bị quân Đức áp đảo nặng nề về quân số và có tinh thần chiến đấu thấp. Chưa kể, vua Albert I của Bỉ đã quyết định rút quân chủ lực về Antwerp. Tuy nhiên, quân Bỉ sẽ phải cầm cự cho đến khi Tập đoàn quân số 5 của Pháp, đóng ở bên kia sông Sambre, có thể hội kiến với Sư đoàn số 4 của Bỉ. Vào ngày 20 tháng 8, các đơn vị dưới quyền Von Bülow đã tiếp cận với pháo đài Marchovelette, và bắt đầu tiến hành tấn công vào Marchovelette nhằm thăm dò. Nhằm ngăn ngừa quân đội Pháp tiếp cận với các pháo đài tại Namur, Bülow đã cử một phần thuộc lực lượng của ông tấn công quân Pháp trong trận Charleroi. Vào ngày 21 tháng 8, Tập đoàn quân số 2 của Đức bắt đầu nã đạn vào các pháo đài tại Namur. Chiến lược của họ đã thành công: chỉ có một trong các trung đoàn bộ binh của Pháp là tiếp cận được với quân phòng thủ Bỉ.
Người Đức đã quyết định tái lặp chiến thắng trước đó của họ tại Liège bằng cách dùng pháo binh hạng nặng, gồm cả khẩu Dicken Bertha hùng mạnh – một khẩu pháo 420 mm của hãng Krupp – để tiến hành pháo kích vào Namur. Trước sự công pháo của quân Đức, các pháo đài tại Namur đã bị vỡ vụn. Hai ngày sau, Bülow phát động cuộc tập kích của mình. Vào ngày 23 tháng 8, Namur đã sắp sửa rơi vào tay quân đội Đức. Trước tình hình bất lợi, quân phòng thủ Bỉ phải tiến hành triệt thoái, và các cánh cổng của thành phố đã mở ra phía trước người Đức. Không lâu sau khi các lực lượng Đức chiếm giữ thành phố, pháo đài cuối cùng của Pháp đã thất thủ. Nhận được tin này, người chỉ huy của Tập đoàn quân số 5 của Pháp phải rút quân khỏi sông Sambre, kết thúc trận Charleroi với chiến thắng của quân của Bülow. Sau khi hạ được Namur, lực lượng pháo binh Đức cũng chuyển tới pháo đài Maubeuge của Pháp để thực hiện cuộc vây hãm pháo đài này.